# Escola de Sargentos do Exército
A Escola de Sargentos do Exército (ESE) MH A é um estabelecimento militar de ensino profissional do Exército Português, aquartelado nas Caldas da Rainha, dependente do Comando da Instrução e Doutrina.

## Missão
A Escola de Sargentos do Exército tem como missão principal a formação dos militares da categoria de Sargentos do Exército Português. Dentro dessa missão tem as seguintes responsabilidades:
- Analisar e instruir os processos de admissão ao Curso de Formação de Sargentos;
- Ministrar o Curso de Formação de Sargentos;
- Ministrar o Curso de Promoção a Sargento-Ajudante;
- Ministrar o Curso de Promoção a Sargento-Chefe.

## Organização
A Escola de sargentos do Exército depende do Comando da Instrução e Doutrina, é comandada por um coronel de infantaria e é composta por:
- Comando;
- Conselho Escolar;
- Conselho Disciplinar;
- Conselho Pedagógico;
- Direcção de Ensino;
- Estado-Maior;
- Companhia de Comando e Serviços;
- Corpo de Alunos.

## História
A Escola de Sargentos do Exército foi criada em 1981, a partir da transformação do Regimento de Infantaria das Caldas da Rainha que, por sua vez, tinha origem no antigo Batalhão de Ciclistas n.º 2.
- 1926 - criação, nas Caldas da Rainha, do Batalhão de Ciclistas n.º 2;
- 1927 - transformação do Batalhão de Ciclistas n.º 2 em Regimento de Infantaria n.º 5 (RI5). De observar que a denominação "Regimento de Infantaria n.º 5" já tinha sido utilizada por outras unidades do Exército Português, nomeadamente pelo regimento aquartelado nas Caldas da Rainha entre 1918 e 1926;
- 1975 - transformação do RI5 em Centro de Instrução de Quadros de Complemento (CIQC);
- 1976 - transformação do CIQC em Regimento de Infantaria das Caldas da Rainha (RICR);
- 1981 - transformação do RICR em Escola de Sargentos do Exército.